# Hódos Imre Rendezvénycsarnok
Hódos Imre Rendezvénycsarnok – wielofunkcyjna hala widowiskowo-sportowa w Debreczynie na Węgrzech.
Hala została oddana do użytku 20 sierpnia 1976 roku, a następnie nazwana na cześć zapaśnika Imre Hódosa. Znajduje się obok Főnix Csarnok, z którą łączy ją korytarz podziemny. Boisko ma wymiary 20×40 metrów, zaś widownia ma pojemność 1300 osób.
Odbywały się na niej mecze MŚ U-20 Kobiet 2018.